# Euploea sardes
Euploea sardes är en fjärilsart som beskrevs av Hans Fruhstorfer 1911. Euploea sardes ingår i släktet Euploea och familjen praktfjärilar. Inga underarter finns listade i Catalogue of Life.